# Eugène Richez
Louis Eugène Richez (ur. 5 sierpnia 1864 w Canly, zm. 31 października 1944 w Paryżu) – francuski łucznik, trzykrotny medalista olimpijski.
Pierwszymi igrzyskami olimpijskimi w karierze Richeza były LIO 1908 (Londyn). Wystąpił tam w dwóch konkurencjach; zajął 17. miejsce w rundzie podwójnej i 9. miejsce w rundzie kontynentalnej.
Richez startował też na Letnich Igrzyskach Olimpijskich 1920 w Antwerpii.  Podczas tych igrzysk sportowiec sklasyfikowany został w trzech drużynowych konkurencjach i we wszystkich zdobył medale olimpijskie. Wszystkie te konkurencje były jednak słabo obsadzone; w zawodach startowały tylko dwie ekipy (Belgia i Francja); wyjątkiem było strzelanie drużynowe z 28 m, gdzie oprócz tych dwóch startowała jeszcze Holandia (Holendrzy zdobyli złoto).